# Styków (gmina)
Styków (do 1916 Wierzbnik; od 1973 Brody) – dawna gmina wiejska istniejąca do 1954 roku w woj. kieleckim. Nazwa gminy pochodzi od wsi Styków, lecz siedzibą władz gminy były Starachowice, które stanowiły odrębną gminę miejską.
Gmina Styków z siedzibą w Stykowie powstała 1 listopada 1916 r. z części gminy Wierzbnik pozostałej po odłączeniu od niej Wierzbnika, któremu przywrócono prawa miejskie; w jej skład weszła też południowa część zniesionej przed 1906 rokiem dawnej gminy Lubienia, którą włączono do gminy Wierzbnik.
W okresie międzywojennym gmina Styków należała do powiatu iłżeckiego w woj. kieleckim. 2 maja 1931 z gminy Styków wyłączono wieś Rudnik, włączając ją do gminy Kunów w powiecie opatowskim w tymże województwie. 1 kwietnia 1939 z gminy Styków wyłączono osiedle Starachowice Fabryczne i włączono je do obszaru miasta Wierzbnik, po czym nazwę miasta Wierzbnik zmieniono na Starachowice-Wierzbnik, a w 1949 roku ostatecznie na Starachowice.
Podczas okupacji hitlerowskiej zniesiona i przekształcona w gminę Brody.
Po wojnie gmina zachowała przynależność administracyjną. 1 lipca 1952 z gminy Styków wyłączono gromady Starachowice-Wieś, Starachowice Górne, Krzyżowa Wola i Wanacja oraz 20 ha lasów państwowych, włączając je do miasta Starachowice w związku z nadaniem mu statusu powiatu miejskiego. Po tych zmianach, gmina Styków  składała się już z 12 gromad: Brody, Budy Brodzkie, Dziurów, Jabłonna, Kuczów, Lipie, Lubienia, Michałów, Ruda, Skała, Styków i Styków kol..
Jednostka została zniesiona 29 września 1954 roku wraz z reformą wprowadzającą gromady w miejsce gmin. Po reaktywowaniu gmin z dniem 1 stycznia 1973 roku gminy Styków nie przywrócono, utworzono natomiast jej terytorialny odpowiednik, gminę Brody w tymże powiecie i województwie.